# Jalapa (Indiana)
Pour les articles homonymes, voir Jalapa.
Jalapa est une census-designated place située dans le comté de Grant, dans l’État de l'Indiana, aux États-Unis. Lors du recensement de 2020, elle compte 182 habitants.